# Koloko
Koloko là một tổng thuộc  tỉnh Kénédougou ở tây nam Burkina Faso. Thủ phủ là thị xã Koloko..

## Các thị xã và làng xã
Bassemkoukouri, Bendogo, Bissighin, Kogho-Peulh, Linonghin, Rimalga, Ronsin, Santi, Tangandogo, Tanghin N° 1, Tanghin N° 2, Tanlallé, Tensobtenga, Tollinghin và Zorgo.